# Gesneria haitiensis
Gesneria haitiensis är en tvåhjärtbladig växtart som beskrevs av L.E. Skog. Gesneria haitiensis ingår i släktet Gesneria och familjen Gesneriaceae. Inga underarter finns listade i Catalogue of Life.